# (78393) Dillon
(78393) Dillon est un astéroïde de la ceinture principale.

## Description
(78393) Dillon est un astéroïde de la ceinture principale. Il fut découvert le 8 août 2002 à l'Observatoire Palomar par Andrew Lowe. Il présente une orbite caractérisée par un demi-grand axe de 2,64 UA, une excentricité de 0,11 et une inclinaison de 2,2° par rapport à l'écliptique.

## Compléments